# Анастасий I (папа римский)
Анаста́сий I (лат. Anastasius PP. I; ? — 19 декабря 401) — епископ Рима с 27 ноября 399 года по 19 декабря 401 года.

## Биография
Римлянин. Происходил из дворянской семьи Де Массими, построившей в Риме Базилику Крещенциана, ныне — Сан-Систо-Веккьо. От него до наших дней дошли фрагменты нескольких писем по поводу споров об Оригене, учение которого он предал осуждению. Запретил приём в духовное звание лиц, страдающих какими-либо недугами, и подтвердил постановление о безбрачии духовенства. Liber Pontificalis приписывает ему установление требования, чтобы священники стояли во время чтения диаконами Евангелия.
Анастасий боролся с донатизмом в северных провинциях Африки, ратифицировав решения Первого Толедского собора 400 года.
Среди близких ему людей были Августин Блаженный, Святой Иероним и Павлин Ноланский. Иероним упоминал об Анастасии как о человеке большой святости, которая была «богата своей бедностью».
После краткого, но насыщенного понтификата Анастасий умер 19 декабря 401 года. Он был похоронен в катакомбах Понтиана.